# Větrušice
Větrušice är en ort i Tjeckien.   Den ligger i regionen Mellersta Böhmen, i den centrala delen av landet, 12 km norr om huvudstaden Prag. Větrušice ligger 277 meter över havet och antalet invånare är 388.
Terrängen runt Větrušice är platt.Runt Větrušice är det mycket tätbefolkat, med 1 754 invånare per kvadratkilometer. Närmaste större samhälle är Prag, 11,7 km söder om Větrušice. Trakten runt Větrušice består till största delen av jordbruksmark.